# Alexandre Sloboda
Alexandre Sloboda Fonseca (Rio de Janeiro (cidade), 2 de junho de 1973) é um ex-voleibolista indoor brasileiro, que atuou na posição de Central, com marca de alcance de 345 cm de alcance no ataque e 335 cm no bloqueio, atuou em clubes nacionais e internacionais. Em clubes conquistou a medalha de ouro na Liga dos Campeões da Europa de 2004-05 na Grécia e vice-campeão na edição de 2006-07 na Rússia.

## Carreira
Ele chegou à Canoas quando tinha 9 anos de idade, estudou no Colégio Maria Auxiliadora, tempos depois ingressou no Colégio La Salle Canoas, onde iniciou a prática do voleibol, nas aulas de educação física, com o professor Roberto Tietz, treinador do Sport Club Ulbra.
Iniciou em 1992 sua trajetória de atleta pela Frangosul/RS  e a após a parceria na temporada 1994-95 resultando na Frangosul/Ginástica, foi  campeão do Campeonato Gaúcho em 1994 e disputou a primeira edição da Superliga Brasileira A, na qual conquistou o inédito título nacional para o clube e de sua carreira.Em sua última temporada pela Frangosul/Ginástica disputou as competições esportivas de 1995-96 obteve mais um título no Campeonato Gaúcho de 1995 e alcançou o bronze na edição da correspondente Superliga Brasileira A.
Transferiu-se para o Frigorífico Chapecó na jornada esportiva 1996-97, conquistando o título do Campeonato Sul-Americano de Clubes Campeões de 1996, sediado em La Paze disputou a Superliga Brasileira A 1996-97 e encerrou com o quarto lugar.

Na edição da Superliga Brasileira A 1997-98 atuando pelo Try On/MRV/Minas e terminou na sexta posição.No período esportivo 1998-99 assinou contrato com a Ulbra/Pepsi/Suzano, como seu clube foi convidado para disputar o Campeonato Carioca de 1998, alcançou o vice-campeonato ainda em 1998 foi campeão do Torneio Euromash na França e do Torneio Saarbrucken na Alemanha, também da Copa Sul e disputou a Superliga Brasileira 1998-99 conquistando seu segundo título nacional em sua trajetória.
Em 1999, passa a jogar no voleibol francês pelo Tourcoing LM foi vice-campeão da Copa da França 1999-00 e terceiro lugar na Liga A Francesa; na temporada 2000-01 renova com o time e foi vice-campeão na Copa da França e da Liga A Francesa, e permanece por mais uma temporada, no período 2001-02, sendo vice-campeão da Copa da França e da Liga A Francesa.
Em 2002, continua na França, desta vez pelo time Tours Volley-Ball, sendo campeão pela primeira vez da Copa da França de 2002-03 e vice-campeão da Liga A Francesa.Conquistou por este clube seu primeiro título da Liga A Francesa 2003-04. Em 2004, pelo mesmo clube, foi vice-campeão da primeira edição da Supercopa Francesa, bicampeão da Copa da França e terceiro lugar na Liga A Francesa; e conquistou o título da Liga dos Campeões da Europa e foi melhor bloqueador da competição
Pelo Tours Volley-Ball conquistou seu primeiro título da Supercopa Francesa de 2005, tricampeonato da Copa da França e vice-campeão da Liga A Francesa 2005-06.E na ultima temporada por este clube, foi campeão da Supercopa Francesa de 2006 e vice-campeão da Liga dos Campeões da Europa de 2006-07 em Moscou e foi melhor bloqueador da competição. Foi recontratado pelo clube francês Tourcoing LM para o período de 2007-08, renovando para 2008-09, sendo vice-campeão da Liga A Francesa e também da Copa da França, encerrando seu vínculo na temporada 2009-10.
Devido as lesões, encerrou a carreira, e assumir a função de treinador do treinador VCM Halluin, disputava a terceira divisão francesa na temporada 2011-12, retornou ao Brasil e depois na temporada de 2016-17 foi diregente e após cinco anos de aposentadoria entrou como jogador Copel Telecom/Maringá e em 2017 superou a marca de Gilson Bernardo como o jogador com mais idade a pontuar nas edições da Superliga Brasileira A até então.

## Títulos e resultados
- Campeonato Sul-Americano de Clubes Campeões de 1996
- Superliga Brasileira A 1998-99
- Superliga Brasileira A 1994-95
- Superliga Brasileira A 1995-96
- Superliga Brasileira A 1996-97
- Liga A Francesa 2003-04
- Liga A Francesa 2008-09
- Liga A Francesa 2002-03
- Liga A Francesa 2001-02
- Liga A Francesa 2000-01
- Liga A Francesa 2005-06
- Liga A Francesa 2003-04
- Liga A Francesa 1999-00
- Supercopa Francesa de 2006
- Supercopa Francesa de 2005
- Supercopa Francesa de 2004
- Copa da França de 2005-06
- Copa da França de 2004-05
- Copa da França de 2003-04
- Copa da França de 2002-03
- Copa da França de 2008-09
- Copa da França de 2001-02
- Copa da França de 2000-01
- Copa da França de 1999-00
- Campeonato Gaúcho:1994 e 1995
- Campeonato Carioca:1998
- Copa Sul:1998
- Euromash:1998
- Torneio Saarbrucken:1998

## Premiações individuais
- Melhor Bloqueador da Liga dos Campeões da Europa de 2004-05